# Henk Groener
Henk Groener er en hollandsk håndboldtræner, som er træner for det tyske kvindelandshold siden 2018. Han har tidligere trænet Hollands kvindehåndboldlandshold.